# Jan-Benedict Steenkamp
Joannes Evangelista Benedictus Maria "Jan-Benedict" Steenkamp (nascido em 12 de junho de 1959) é um professor de marketing e autor. Ele é o Knox Massey Distinguished Professor de Marketing na Kenan-Flagler Business School, Universidade da Carolina do Norte em Chapel Hill. Ele também é co-fundador e diretor executivo do AiMark, um centro global que estuda questões importantes de estratégia de marketing. Steenkamp é o autor dos Disruptores de Varejo, Estratégia Global de Marcas, Breakout de Marca e Estratégia de Marcas Próprias. Ele é um dos acadêmicos mais citados em negócios e marketing.

## Começo de vida
Steenkamp nasceu em Amsterdã como o terceiro filho de Constance Marie Therèse (née Nolet) e Petrus Antonius Josephus Maria (Piet) Steenkamp (8 de março de 1925 - 8 de janeiro de 2016). Em 1966, a família mudou-se para Eindhoven, onde seu pai tornou-se professor titular e reitor da Universidade de Tecnologia de Eindhoven. Seu pai fundou o Christian Democratic Appeal (CDA), que foi o principal partido no governo holandês durante a maior parte do período 1977-2010 e foi o presidente do Senado holandês de 1983 a 1991.

## Educação e carreira
Steenkamp recebeu seu PhD (marketing), Master of Science (administração de empresas) e Bachelor of Science (economia) graus (todo o summa cum laude ) da Universidade de Wageningen na Holanda. Em 2010, ele foi premiado com o Doutor Honoris Causa pela Universidade Aarhus por suas contribuições para a ciência do marketing.
De 1966 a 1977, Steenkamp frequentou o ensino fundamental e médio em Eindhoven. De 1977-1983, ele estudou economia (bacharelado) e administração de empresas (mestrado) na Universidade de Wageningen, na Holanda. Ele escreveu duas teses de mestrado, uma sobre os riscos políticos que as corporações multinacionais enfrentam quando investem em países estrangeiros, e uma segunda sobre a construção de projetos ortogonais para experimentos de medição conjunta. Em 1983, foi nomeado professor de marketing na Universidade de Wageningen e, em 1985, professor assistente. Ele obteve seu doutorado em 1989. Na década de 1980, as universidades holandesas não tinham uma trajetória formal de dissertação - esperava-se que uma delas fizesse isso no trabalho, depois de obter um mestrado. Sua dissertação, Qualidade do Produto, foi publicada comercialmente por Van Gorcum . Sua pesquisa de dissertação chamou a atenção internacional, especialmente a descoberta de uma correlação quase desprezível entre o preço de um produto e sua qualidade real.
Trabalhou na Universidade de Wageningen de 1989 a 1992. Entre 1992 e 2000, foi professor associado e, desde 1996, professor titular da Universidade Católica de Leuven, na Bélgica. Ao mesmo tempo, ele foi Professor de Pesquisa Internacional de Marketing na Universidade de Wageningen. Entre 2000 e 2006, ele foi Professor de Pesquisa do Center de Marketing e Professor de Pesquisa Internacional de Marketing da Universidade de Tilburg, na Holanda. Em 2006, ingressou na UNC Kenan-Flagler Business School como C. Knox Massey Distinguished Professor of Marketing e Chairman of the Marketing Area.
Steenkamp é o co-fundador e diretor executivo do AiMark, um centro global que estuda as principais questões de estratégia de marketing, que trabalha em estreita colaboração com duas das maiores agências de pesquisa de mercado do mundo, Kantar e GfK . Ele é membro do Instituto de Inovação e Crescimento Sustentáveis (iSIG) da Universidade de Fudan, em Xangai.
Ele consultou organizações como a Procter & Gamble, a Kraft, a General Mills, a Zurich Insurance Group, a KPMG, a Unilever, a Johnson & Johnson, a Sara Lee, a Reckitt Benckiser, a Bristol-Myers Squibb, a Bunge Limited, a Brattle Group, a GfK, a TNS . IRI, Nutreco, Departamento de Agricultura dos Países Baixos, King &amp; Spalding, Shook, Hardy &amp; Bacon e Sidley Austin.
O trabalho de Steenkamp foi destaque no Wall Street Journal, no Financial Times, no The Economist, no New York Times, no Los Angeles Times, no Times da Índia, no Hindustan Times, no China Daily, no Ad Age, no Business Today e no Bloomberg Businessweek .

## Pesquisa e publicações
Steenkamp é um acadêmico líder e especialista amplamente citado em Marketing Global, Branding, Estratégia de Marketing e Mercados Emergentes .
Ele publicou sua pesquisa no Journal of Marketing, Journal of Marketing Research, Marketing Science, Journal of Consumer Research, Psychometrika, Management Science, Academy of Management Journal, Strategic Management Journal e Harvard Business Review .
A pesquisa de Steenkamp trata dos vários elementos da estratégia de marketing ( produto, preço, promoção, publicidade, distribuição, segmentação ) e metodologia de pesquisa de marketing . Coletivamente, seu corpo de pesquisa envolve a integração da teoria do marketing e outros domínios das ciências sociais (administração, economia, psicologia, ciência política) com metodologia rigorosa e rigorosa, utilizando grandes conjuntos de dados empíricos, para tratar de questões de pesquisa relevantes para a administração.

## Premios e honras
Em 2005, Steenkamp recebeu o Prêmio Dr. Hendrik Muller por “realizações excepcionais na área das ciências comportamentais e sociais” pela Academia Real Holandesa de Artes e Ciências . Esta foi a primeira vez que o prêmio foi concedido a um pesquisador em qualquer área de administração de empresas. Ele também serviu no 2018 Spinoza Prize Committee.
O Prêmio IJRM-EMAC Steenkamp, concedido anualmente a trabalhos de pesquisa publicados no International Journal of Research in Marketing, que causaram um impacto de longo prazo na área de marketing, é nomeado em sua homenagem. Em 2018, ele recebeu o prêmio AMA Global Marketing Lifetime por contribuições significativas para o Global Marketing.
Em 2008, Steenkamp foi classificado como o acadêmico mais influente em marketing no período 1997-2006.
A Sociedade Elsevier de Avanços de Marketing nomeou-o como o Elsevier Distinguished Marketing Scholar de 2004. Em 2013, recebeu o EMAC Distinguished Marketing Scholar Award (Prêmio Educacional em Distinguido de Prêmios) da EMAC, em reconhecimento a suas contribuições impactantes de pesquisa e contribuições destacadas à Academia de Marketing Européia.
Em 2015, a American Marketing Association concedeu-lhe o prêmio Gilbert A. Churchill de contribuições vitalícias para pesquisas de marketing. Este prêmio reconheceu Steenkamp como um especialista líder em modelagem de equações estruturais e citou suas contribuições sobre invariância de medição para estabelecer novos padrões para pesquisa de marketing internacional.
Steenkamp ganhou vários prêmios por suas publicações de pesquisa. Ele ganhou o prêmio John DC Little 2002 e o prêmio Frank Bass de 2003 da INFORMS por seu trabalho de pesquisa. Ele recebeu o Prêmio Willim F. O'Dell pelo artigo de 1999 do Journal of Marketing Research, que fez a “contribuição mais significativa a longo prazo para a teoria, metodologia e / ou prática de marketing” para o artigo International. Segmentação de mercado com base nas relações entre consumidor e produto.

## Publicações selecionadas
- «Agglomeration as Driver of the Volume of Electronic Word of Mouth in Restaurant Industry». Journal of Marketing Research. 55. doi:10.1509/jmr.16.0182
- «The Future of the Marketing Department at Business Schools». Journal of the Academy of Marketing Science. 46. doi:10.1007/s11747-017-0562-5
- «Stability and Change in Consumer Traits: Evidence from a 12-Year Longitudinal Study, 2002-2013». Journal of Marketing Research. 52. JSTOR 1251945. doi:10.1509/jmr.13.0592
- «Manufacturer and retailer strategies to impact store brand share: Global integration, local adaptation, and worldwide learning». Marketing Science. 33. doi:10.1287/mksc.2013.0801
- «Price and Advertising Effectiveness over the Business Cycle». Journal of Marketing Research. 50. doi:10.1509/jmr.10.0414
- «The Effect of Business Cycle Fluctuations on Private-Label Share: What Has Marketing Conduct Got to Do with It?». Journal of Marketing. 76. doi:10.1509/jm.09.0320
- «The Impact of Economic Contractions on the Effectiveness of R&D and Advertising: Evidence from U.S. Companies Spanning Three Decades». Marketing Science. 30. doi:10.1287/mksc.1110.0641
- «A Global Investigation into the Constellation of Consumer Attitudes Toward Global and Local Products». Journal of Marketing. 74. doi:10.1509/jmkg.74.6.18
- «A Model for the Construction of Country-Specific Yet Internationally Comparable Short-Form Marketing Scales». Marketing Science. 28. doi:10.1287/mksc.1080.0439
- «Private-Label Use and Store Loyalty». Journal of Marketing. 72. doi:10.1509/jmkg.72.6.19
- «Dancing with the Giant: The Effect of Wal-Mart's Entry in the U.K. on the Performance of European Retailers». Journal of Marketing Research. 45. JSTOR 20618840. doi:10.1509/jmkr.45.5.519
- «Make, Buy, or Ally: A Transaction Cost Theory Meta-analysis». Academy of Management Journal. 49. JSTOR 1251945. doi:10.5465/AMJ.2006.21794670
- «Response Styles in Marketing Research: A Cross-National Investigation». Journal of Marketing Research. 38. JSTOR 1558620. doi:10.1509/jmkr.38.2.143.18840
- «A Cross-National Investigation into the Individual and National Cultural Antecedents of Consumer Innovativeness». Journal of Marketing. 63. JSTOR 1251945. doi:10.2307/1251945
- «Assessing Measurement Invariance in Cross‐national Consumer Research». Journal of Consumer Research. 25. JSTOR 10.1086/209528. doi:10.1086/209528